# Tantilla gracilis
Tantilla gracilis (плоскоголова змія) — вид змій родини полозових (Colubridae). Мешкає в Сполучених Штатах Америки і Мексиці.

## Поширення і екологія
Плоскоголові змії поширені від східного Канзаса, Міссурі і південно-західного Іллінойса на південь через Оклахому і Арканзас до центральної Луїзіани і Техаса та до мексиканських штатів Коауїла і Тамауліпас. Вони живуть в кам'янистих преріях, на порослих лісам схилах пагорбів, на кам'янистих узліссях, в сосново-дубових лісах на височинах, на дубово-ялівцевих узілссях, в соснових лісах, колючих заростях та в трав'янистих заростях. Зустрічаються на висоті до 610 м над рівнем моря. Ведуть напівриюсий спосіб життя, ховаються під камінням і поваденими деревами. Відкладають яйця в неглибокі нори під камінням або в навколишню рослинністю.